# Pociąg, pejzaż z pociągiem towarowym (obraz Stanisława Masłowskiego)
Pociąg – akwarela polskiego malarza Stanisława Masłowskiego (1853–1926) z około 1890 roku, znajdująca się (2022) w zbiorach Muzeum Narodowego w Warszawie, opatrzona u dołu po lewej sygnaturą: „1890, St. Masłowski, Łosijówka”.

## Opis
Namalowana w plenerze akwarela przedstawia rozległy, letni, w Polsce – zapewne lipcowy, wielobarwny krajobraz pól uprawnych przedzielonych po prawej stronie falistymi, szaro-zielonymi i białymi pasami drogi gruntowej. Letnią porę roku sugeruje szaro-słomkowy pas zboża po lewej i częściowo po prawej. Na dalszym planie, w głębi, zaznaczono poziomą linię szlaku kolejowego z szeregiem słupów telegraficznych/telefonicznych, z pociągiem napędzanym lokomotywą parową, z widocznym jedynie jej zadaszeniem i kominami i charakterystycznym białym obłoczkiem pary z lewej. U zbiegu drogi ze szlakiem kolejowym naszkicowano po prawej figurę ludzką (w kobiecym ubiorze?). Na jasnoszarym niebie zaznaczono malownicze, obfitujące w cumulusy, zachmurzenie.
Całość obrazu utrzymana jest w ciepłej, kremowej i jasnozielonej tonacji. Z lewej, u dołu znajduje się sygnatura postawiona ołówkiem co najmniej trzydzieści lat po jego powstaniu. Z tego względu data jego powstania jest niepewna
Na omawianym pejzażu z pociągiem towarowym, malowanym ze znaczną swobodą pędzla, graniczącą z nonszalancją, ukazano fragment częstego w Polsce w XIX i XX stuleciu, ale rzadko spotykanego w wieku XXI (z wielu zbieżnych przyczyn: rozdrobnienie upraw, nieutwardzona droga gruntowa, pociąg-retro...- chyba że jeszcze w okolicach Wolsztyna, albo Chabówki) – nizinnego, równinnego krajobrazu „szachownicy pól”. Mimo to, może być on sugestywny i pociągający dla ludzi typu „turystycznych włóczęgów”, ludzi „starszej daty”, przewodników turystycznych, krajoznawców często kontaktujących się z przyrodą, a szczególnie, stałych mieszkańców wsi.
Omawiana akwarela jest reprezentatywna dla okresu twórczości malarza z lat 1884–1890 – okresu realizmu, czasów 'Wędrowca' i wczesnego pleneru, kiedy to – według jego syna historyka sztuki – [...] Masłowski „wszedł w nową fazę twórczości i w nowe środowisko sztuki” [...] nawiązując bliskie kontakty koleżeńskie z grupą malarzy i pisarzy związaną z tym czasopismem – z A. Gierymskim i A. Sygietyńskim, z młodymi J. Pankiewiczem i W. Podkowińskim.
Wymienione wyżej lata, obfitowały u autora niniejszego obrazu w ważkie innowacje malarskie. Masłowski bowiem – jak to podkreślał Henryk Piątkowski (1909) – [...] „jeden z pierwszych w malarstwie polskim wprowadził zupełną bezpośredniość wrażeń z natury. Cała jego młodzieńcza twórczość to fragmenty wyrwane gorąco z przyrody. Wśród pokolenia artystów, do których należał, stoi on na pierwszym planie, nie znika jak tylu innych w cieniu Chełmońskiego, lecz coraz bardziej rozszerza swą własną ścieżkę twórczości”
Wspomniane innowacje w twórczości artysty, zostały określone jako „nowe malarstwo natury”, [...] „malarstwo oryginalnego, młodzieńczo bezpośredniego, subtelnego w skromnej kolorystycznej gamie ‘wrażeniowego’ realizmu” [...]
Prezentowany tu pejzaż z pociągiem, jest jednym z dokumentów tego najwcześniejszego pleneru ochrzczonych później mianem 'japońszczyzny'. Do tych „dokumentów” – prócz niego – syn artysty, historyk sztuki, Maciej Masłowski zaliczał również 'Lasek' i 'Moczary' (z dawnej kolekcji Feliksa Manggha-Jasieńskiego) – małe pejzaże akwarelowe ze zbiorów Muzeum Narodowego w Krakowie, a ponadto ‘Łubin z wiatrakiem’ – ze zbiorów rodziny.
Wspomniane obrazy (prócz innych, niewymienionych) – według Tadeusza Dobrowolskiego (1960) – świadczą o niezwykle silnym „odczuciu charakteru ziemi polskiej, szczególnie Mazowsza, umiejętności odszukania w przeciętnym, najzwyklejszym motywie cech ogólnych, istotnych dla płaskiego, pozornie jednostajnego krajobrazu, w związku z czym proste, do kilku głównych elementów sprowadzone pejzaże artysty urastały do rangi żywych, syntetycznych niezmiernie trafnych formuł przedstawienia.”

## Dane uzupełniające
Omawiana akwarela była reprodukowana barwnie w:
- Stanisław Masłowski Akwarele 12 reprodukcji barwnych, wstęp opracował i dokonał wyboru materiału ilustracyjnego Maciej Masłowski, Wydawnictwo Sztuka, Warszawa 1956, jako tablica nr 9 – z objaśnieniem: „Pociąg (akwarela wielk. oryg. 105 × 225 mm), własność Macieja Masłowskiego”

Obraz – zanim został zakupiony przez Muzeum – przez wiele lat dekorował mieszkanie syna artysty.

## Literatura
- Polski Słownik Biograficzny, Wrocław – Warszawa – Kraków – Gdańsk, 1975, wyd. „Ossolineum”, tom XX/1, zesz.84
- Tadeusz Dobrowolski: Nowoczesne malarstwo polskie, t. II, Wrocław – Kraków 1960, wyd. Zakład Narodowy im. Ossolińskich – Wydawnictwo
- Stanisław Masłowski: Materiały do życiorysu i twórczości, oprac. Maciej Masłowski, Wrocław 1957, wyd. „Ossolineum”
- Stanisław Masłowski: Akwarele 12 reprodukcji barwnych, wstęp opracował i dokonał wyboru materiału ilustracyjnego Maciej Masłowski, Wydawnictwo Sztuka, Warszawa 1956